# ليوناردو دا سيلفا سوزا
ليوناردو دا سيلفا سوزا (Leonardo da Silva Souza) (و.18 مارس 1992)، هو لاعب كرة قدم برازيلي في خط الوسط .
لعب سابقاً في نادي الأهلي السعودي ونادي الوحدة الإماراتي ونادي شباب الأهلي.

## روابط خارجية
- ليوناردو دا سيلفا سوزا على موقع الاتحاد الأوربي (الإنجليزية)
- ليوناردو دا سيلفا سوزا على موقع اتحاد أوكرانيا (الإنجليزية)
- ليوناردو دا سيلفا سوزا على موقع قاعدة بيانات كرة القدم.إي يو (الإنجليزية)
- ليوناردو دا سيلفا سوزا على موقع Soccerway.com (الإنجليزية)